# Minh Châu, Yên Mỹ
Minh Châu là một xã thuộc huyện Yên Mỹ, tỉnh Hưng Yên, Việt Nam.

## Địa lý
Xã Minh Châu có vị trí địa lý:
- Phía đông giáp xã Lý Thường Kiệt
- Phía tây giáp các xã Thanh Long, Việt Cường và Yên Mỹ
- Phía nam giáp huyện Khoái Châu
- Phía bắc giáp xã Trung Hưng.

Xã Minh Châu có diện tích 3,42 km², dân số năm 2019 là 4.765 người, mật độ dân số đạt 1.392 người/km².

## Lịch sử
Trước đây, xã Minh Châu thuộc huyện Châu Giang cũ.
Ngày 24 tháng 7 năm 1999, Chính phủ ban hành Nghị định 60/1999/NĐ-CP về việc chuyển xã Minh Châu thuộc huyện Châu Giang cũ về huyện Yên Mỹ mới tái lập quản lý.